# Costache Conachi
Costache Conachi (n. 14/25 septembrie 1778, Țigănești, Moldova – d. 4/16 februarie 1849, Țigănești, Moldova) a fost un scriitor român. Descendent dintr-o familie boierească fanariotă, a ocupat înalte funcții dregătorești în Principatul Moldovei.p.160 Dacă paharnicul Sion scrie că neamul Konaki este de origine grecească, "dar preste 160 ani venit și încuscrit cu mai multe din familiile cele mari", Paul Păltănea a adus documente "care impun concluzia că familia Conachi coboară dintr-un neam de răzeși din satul Știboreni, județul Vaslui, cu urice din vremea lui Ștefăniță Vodă (20 aprilie 1517-14 ianuarie 1527) sau chiar a lui Ștefan cel Mare. Linia feminină a neamului este tot răzeșească".p.13 A fost educat de către un refugiat francez. A studiat ingineria, limbile clasice, greaca modernă, turca și franceza.
Mare boier și mare proprietar, figură contradictorie în epocă pentru că pleda pentru luminarea poporului, a făcut un proiect de reformă a învățământului în Moldova pe principiul „studiul trebuie să aibă un scop moral”. A luat parte la redactarea Regulamentului Organic, formulând unele articole care aveau în vedere unirea Principatelor.

## Cariera administrativă
A început activitatea prin efectuarea de lucrări pentru hotărnicie la proprietățile de terenuri; a continuat până la târziu, la retragerea din cauza vârstei și a problemelor de sănătate. Era considerat cel mai bun inginer hotarnic, al timpului, din Moldova.
Este comis, înainte martie 1803. Ispravnic al ținutului Tecuci (august 1806). Staroste al ținutului Putna (noiembrie 1809). Agă al târgului Iași (după noiembrie 1813 ). Ispravnic al ținutului Tecuci (1815). Vornic al obștii la Iași (1816). Vornic al poliției (ianuarie 1817). Mare vornic (înainte de iunie 1820). Mare postelnic (președinte al Departamentului Afacerilor Străine, la 28 decembrie 1823). Mare vornic (1824). Mare postelnic (februarie 1827-ianuarie 1828). Membru al unui atelier (lojă masonică) din Iași (1828). Mare logofăt (februarie 1829). Membru în comisia moldoveană de patru membri pentru redactarea Regulamentului Organic (iunie 1829-martie 1830). Pavel Kiselev i-a acordat Ordinul Sf. Vladimir cl. III, pentru contribuția sa la lucrările de redactare. Mare logofăt (octombrie 1831). Țiitor al locului marelui logofăt al justiției (aprilie 1832). Demisionează în februarie 1833. Păstrează în continuare titlul de vornic. Mare logofăt, numit de Kiselev (aprilie 1834). Din 1835, rămâne doar epitrop, în special la Sf. Spiridon și continuă administrarea unor hotărnicii. Este ales epitrop al mănăstirilor moldovene închinate Sf. Mormânt (1837).p.244-258

## Opera
Opera sa nu a fost prețuită de nimeni până la George Călinescu, Ibrăileanu și Iorga, anterior poeziile lui fiind considerate desuete sau penibile. Circulând ca populare până au fost publicate în volum, versurile îl dezvăluie ca pe un adevărat poet, superior Văcăreștilor. Dotat cu simțul limbii, tânguirea sa lirică e plină de o solemnitate filosofică, ceea ce îl face precursor al lui Eminescu. Poet foarte delicat, evocă adesea ochii iubitei care „Năvălesc cuprinși de gene/ Săgetează din sprâncene”; ochii devin ființe care se ceartă și se dezmiardă, în jurul cărora se creează scenarii glumețe, din care nu lipsesc răpirile, săgețile, otrăvirile etc.
Poezia erotică evocă iubirea, matrimoniul și tragedia lor, sentimentul naturii suprapunându-se stărilor de spirit. Cea mai puțin valoroasă este poezia văicăreață („Plâng, oftez, suspin, mă vaiet!”), deși ea l-a impresionat pe Eminescu.Versurile sale erotice (Poezii, alcătuiri și tălmăciri 1856) îmbină inspirația anacreontică, în maniera poeziei galante aparținând clasicismului decadent francez, cu lirica lăutărească a timpului.
Scrisorile lui Conachi către domnitorul Ioniță Sandu Sturdza și către mitropolitul Veniamin Costache conțin unele idei înaintate cu privire la problemele cultivării limbii române și ale emancipării culturale a țării.
A făcut și unele traduceri din literatura franceză.